# Kim Kintziger
Kim Kintziger (2 april 1987) is een Luxemburgse voetballer die het beste tot zijn recht komt als verdediger. Hij staat sinds 2012 onder contract bij Union 05 Kayl-Tétange. Daarvoor speelde hij onder meer voor Swift Hesperange.

## Interlandcarrière
Kintziger heeft tot dusver veertig interlands (één doelpunt) gespeeld voor het Luxemburgs voetbalelftal. Hij maakte zijn debuut in het WK-kwalificatieduel tegen Estland (0-2) op 12 oktober 2005. Zijn enige interlandtreffer maakte hij op 14 november 2009 in het oefenduel tegen IJsland.

## Erelijst
FC Differdange 03
- Beker van Luxemburg

2010